# Vicariat apostolique de Paksé
Le vicariat apostolique de Paksé (Vicariatus apostolicus paksensis) est un siège de l'Église catholique dépendant directement du Saint-Siège, qui se trouve au sud du Laos. En 2010, il comptait 16 332 baptisés sur 1 134 196 habitants. 

## Territoire

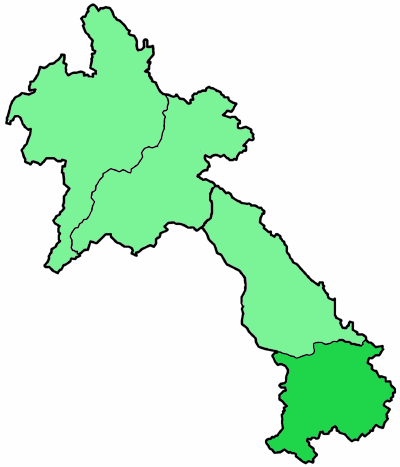
Carte du Laos montrant le territoire du vicariat.

Le diocèse comprend les quatre provinces les plus au sud du Laos : Champasak, Saravane, Sékong et Attopeu.
Le siège du vicaire est à Paksé, où se trouve la cathédrale du Sacré-Cœur.
Son territoire est partagé en 26 regroupements de base.

## Historique
Le vicariat apostolique a été érigé le 12 juin 1967 par la bulle Christi parabola de Paul VI, recevant son territoire du vicariat apostolique de Savannakhet.
Le Père René Dubroux M.E.P. (né en 1914) est assassiné par le Pathet Lao à une trentaine de kilomètres de Paksé le 19 décembre 1959. Les Serviteurs de Dieu Lucien Galan M.E.P. (1921-1968) et Thomas Khampheuane Inthirath (1952-1968) quant à eux ont été assassinés in odium fidei, le 12 mai 1968.

## Ordinaires
- Jean Urkia, m.e.p. (12 juin 1967 - 10 juillet 1975, démission)
- Thomas Khamphan o.m.i. (10 juillet 1975 - 30 octobre 2000, retraite)
- Louis-Marie Ling Mangkhanekhoun (30 octobre 2000-16 décembre 2017, créé cardinal le 28 juin 2017, transféré à Vientiane)
- Andrew Souksavath Nouane Asa, depuis le 31 mai 2022

## Statistiques
Le diocèse à la fin de l'année 2010 sur une population de 1.134.196 d'habitants comptait 16.332 baptisés, correspondant à 1,4 % du total.
- 1970: 6.711 baptisés sur 500.000 habitants (1,3 %), 17 prêtres dont 3 séculiers et 14 réguliers, 394 baptisés par prêtre, 14 religieux et 60 religieuses.
- 1974: 8.545 baptisés sur 550.000 habitants (1,6 %), 12 prêtres dont 12 séculiers, 712 baptisés par prêtre, 12 religieux et 38 religieuses, 11 paroisses.
- 1988: 8.634 baptisés sur 660.000 habitants (1,3 %), 15 prêtres dont 3 réguliers et 12 séculiers, 575 baptisés par prêtre, 12 religieux et 17 religieuses, 11 paroisses.
- 1999: 11.362 baptisés sur 910.000 habitants (1,2 %), 2 prêtres dont 2 séculiers, 5.681 baptisés par prêtre, 19 religieuses, 51 communautés de base paroissiales.
- 2003: 14.519 baptisés sur 1.098.000 habitants (1,3 %), 3 prêtres dont 3 séculiers, 4.839 baptisés par prêtre, 18 religieuses.

- 2010: 16.332 baptisés sur 1.134.196 habitants (1,4 %), 5 prêtres dont 5 séculiers, 3.266 baptisés par prêtre, 20 religieuses.

## Sources
- Annuaire pontifical de 2011 et précédents, cf www.catholic-hierarchy.org à la page
- Schéma du diocèse
- (la) Bulle Christi parabola